# Orgyen Trinli Dordzse
Orgyen Trinli Dordzse (tibeti: ཨོ་རྒྱན་འཕྲིན་ལས་རྡོ་རྗེ།, wylie: O-rgyan 'Phrin-las Rdo-rje, kínai: 鄔金欽列多傑, 1985. június 26.), vagy Urgyen Trinley Dorje (wylie: U-rgyan 'Phrin-las Rdo-rje), a 17. karmapa cím egyik hivatalos betöltője.
A karmapa a négy fő tibeti buddhista iskola közül a karma kagyü iskola vezetője. A tisztséget Orgyen Trinli Dordzsén kívül Táje Dordzse is a sajátjának tekinti.

## Élete
A későbbi Orgyen Trinli Dordzse, Apo Gaga néven született Lhatok településen, Csamdo megyében, a Tibeti Autonóm Területen, Kínában, főleg nomád életmódot folytató szülők gyermekeként. Kora gyermekkorától kezdve a saját családtagjainak azt hangoztatta, hogy ő a karmapa. Apo Gagát a tai szitupa által küldött keresőcsoport ismerte fel karmapaként. Tai szitupa számára a támpontot az előző karmapa által ráhagyott, medalionba rejtett üzenet szolgáltatta. Orgyen Trinli Dordzsét a Curphu kolostorban (wylie: Mtshur-phu) ültették fel hivatalosan a karmapa hagyományos székére. Címét a 14. dalai láma és a kínai kormány is elismerte. Ez volt az első alkalom, hogy a kínai kormány hivatalosan elfogadott egy vonaltartó tulkut. Egy évvel később a bécsi emberjogi konferencián Kína bejelentette, hogy a Curphu kolostorban fogják nevelni a karmapát, hogy a dalai láma utódjává váljon.
14 éves korában Nepálon keresztül Indiába menekült, és végül 2000. január 5-én érkezett meg a tibeti menekültek Dharamszalában található negyedébe. Orgyen Trinli Dordzse tudta, hogy képtelen a kínai Tibetben megfelelő tanulmányok végzésére. Állandó lakhelye a Dharamszala mellett lévő Szidhbariban épült Gyütö rend kolostora lett.
Első nyugati utazása 2008. május 15. és június 2. között történt az Egyesült Államokba (New York, Boulder (Colorado), és Seattle), ahol formálisan beavatták a karmapák észak-amerikai székébe a New York állambeli Karma Triyana Dharmachakra kolostorban. Országszerte előadásokat tartott az együttérzésről és a környezetvédelemről, beavatást tartott a ngöndro egy új formájába, és felhatalmazásokat adott – Avalókitésvara és Padmaszambhava. Beszélt a modern, rohanó társadalom kihívásairól, az Internet lehetőségeiről, mint a buddhizmus tanulmányozásának egyik eszközeként.
2008 júliusában engedélyt kért az indiai kormánytól, hogy meglátogathassa a Lahaul és Szpiti kerület (Himácsal Prades) és a Ladak (Dzsammu és Kasmír) területén lévő kolostorokat. India kormánya kezdetben nem adta meg az engedélyt, és az elutasítást nem indokolta. Mindezt annak ellenére, hogy a karmapa világosan kifejezte, hogy az utazása mindenféle politikai célzattól mentes. Végül megkapta az engedélyt, így megkezdte az utazást először Ladakban, majd Lahaulbna és Szpitiben.

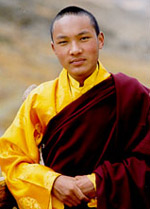
Orgyen Trinli Dordzse 14 éves korában

2010-ben India nem adott engedélyt az amerikai és európai látogatásaira.
2011. július 9-én Orgyen Trinli Dordzse második alkalommal látogatott az Egyesült Államokba. Július 9. és 17-e között részt vett a 14. dalai láma általi kálacsakra beavatáson Washingtonban, ahonnan vonattal utazott a Karma Triyana Dharmachakra kolostorba, majd két buddhista központba New York városban. Augusztus 4-én ért vissza Indiába. Amerikai tartózkodása alatt számos előadást tartott, többek között a menedékvételről, illetve beavatásokat is tartott Avalókitésvara négykarú és az ezerkarú alakjaival kapcsolatban. A The New York Times interjút készített vele 2011. július 28-án.

## A buddhista vegetáriánus

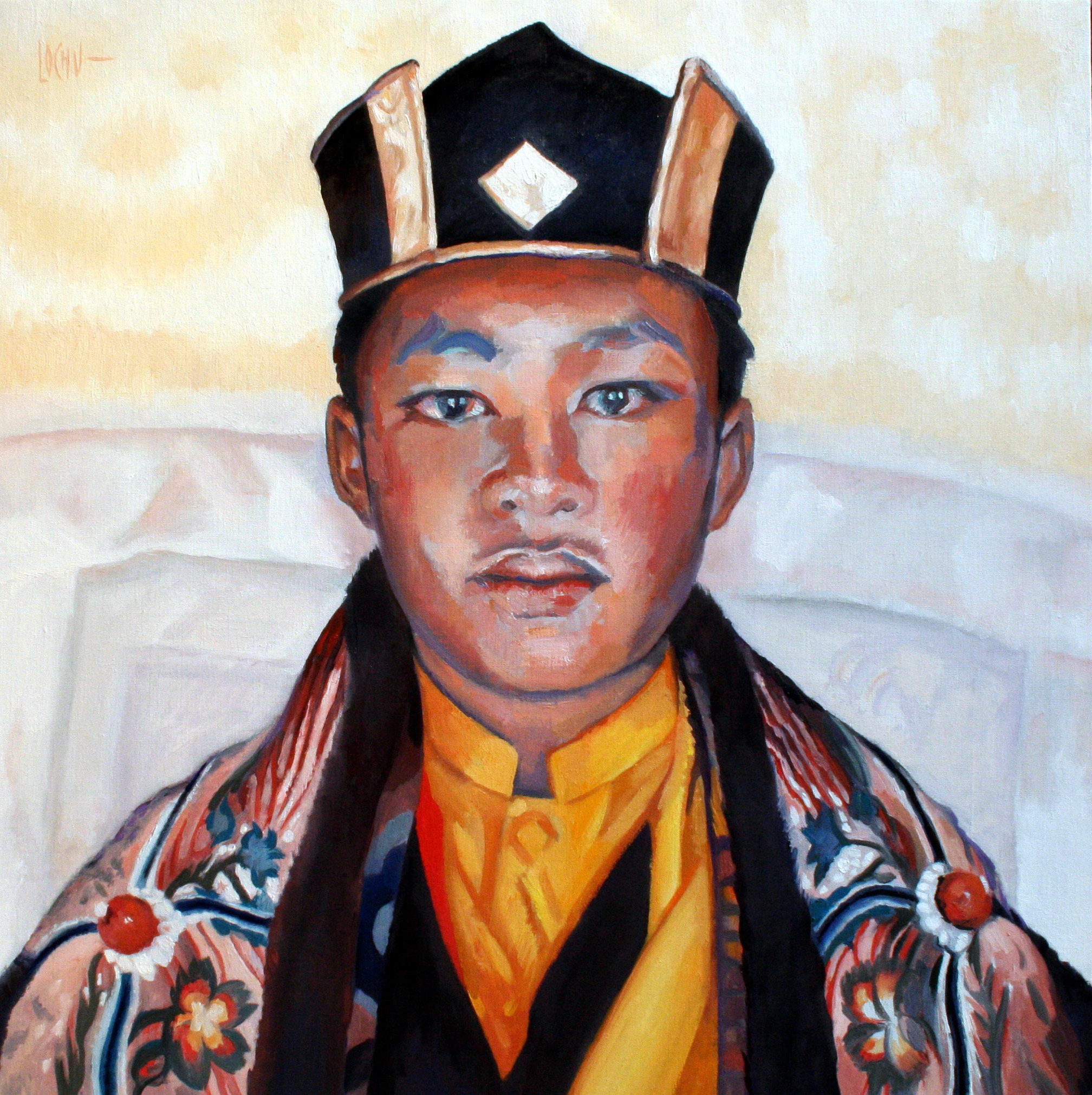
"Gyalwa Karmapa" (Orgyen Trinli Dordzse), Claude-Max Lochu francia festő képe, 2008

2007. január 3-án Orgyen Trinli Dordzse teljes vegetáriánus étrendet szabott ki az összes hozzá tartozó kolostorokban és központokban tanulók számára. Azon véleményének adott hangot, miszerint a mahájána buddhizmusban fontos, hogy a gyakorló ne egyen húst, illetve a vadzsrajána buddhista gyakorlóknak is ajánlott tartózkodniuk a húsfogyasztástól.

## A buddhista környezetvédő
Orgyen Trinli Dordzse szerint a gyakorlóknak saját intelligenciájukat kell használniuk, amikor azt a buddhista hagyományt kívánják gyakorolni, hogy élő, fogságban élő állatot engednek szabadon. Ehhez hasonlóképpen, a 2007-es kagyü monlam imafesztivál során elmondta, hogy egy fa elültetése hasznosabb lehet egy fogságban élő állat szabadon engedésénél. Azt tanácsolta a kolostorok számára, hogy ültessenek egy-két ezer fát. Arra biztatta a szerzeteseket, hogy ne fogadják el a szponzorok technológiai újításaikkal kapcsolatos felajánlásait.
2009. április 22-én, a Föld napján a 17. karmapa 108 utasítást adott a környezet megóvásával kapcsolatban.
A környezetvédelemmel kapcsolatos második konferencián (2009. október 3-8, Gyütö kolostor) a karmapa kiemelte, hogy az emberek túl hosszú ideje viselkednek eszetlenül, nem törődve a környezetünkkel szemben elkövetett károkkal, amit ha továbbra is folytatunk, akkor nagy a veszélye, hogy már késő lesz bármit tenni.
2009. október 24-én a karmapa támogatta a nemzetközi éghajlati akciós napot az észak-indiai McLeod Ganj-ban.
Az elmúlt években hozták létre a Khoryug névre hallgató szervezetet, amely a tibeti buddhista kolostorok egyfajta hálózata, illetve ide csatlakoztak a kelet-himalájai környezetvédelmi központok is. A szervezet a karmapa védnöksége alatt működik a WWF (Természetvédelmi Világalap) „Szent Föld: hitvallások a megőrzésért program” keretén belül. Egy 2015. áprilisi interjúban, amelyet a Yale Environment 360 közölt, azt mondta a karmapa hogy a környezetvédelmi sürgősség nem csupán tudományos ügy, és nem is csupán politikai ügy, hanem erkölcsi ügy is egyben. Arra sürgetett, hogy mindenki vállaljon felelősséget ebben az ügyben.

## A 17. karmapa ügy
Mipham Csökji Lodro, a 14. samarpa (a második legrégibb tulku hagyományvonal a karma kagyü hagyományban, aki a karmapák korábbi inkarnáció között tartotta és továbbadta a hagyományvonalat) nem fogadta el Orgyen Trinli Dordzsét a 17. karmapaként, helyette Trinli Thaje Dordzsét (wylie: Mtha'-yas Rdo-rje) tartotta a hiteles karmapának, akit ugyanis ő már évekkel azelőtt felismert egy álmában, hogy Orgyen Trinli Dordzsét felismerték volna. A samarpa azzal érvel, hogy a samarpák voltak megbízva a következő karmapák felismerésével, amíg az akkori dalai láma a 18. században be nem tiltotta a samarpa hagyományvonalat (az akkori samarpa egy háborúban való közbenjárása miatt). Kiemeli, hogy azelőtt a dalai lámák nem játszottak szerepet a karmapák reinkarnációinak felismerésében.
A korábbi karmapák közül többen is hagytak hátra levelet a következő újjászületéseik adataival (ez a karmapák önfelismerő sziddhijének egy megnyilvánulása), hogy így segítsék a következő inkarnációjuk felismerését. Ezáltal a samarpa álombeli felismerése emiatt vált kérdőjelessé. A samarpa ugyanakkor annak a levélnek a hitelességét nem fogadja el, amelyet állítólag a 16. karmapa írt a tai szitupának. A kagyü iskola többsége Orgyen Trinli Dordzsét támogatja, köztük két láma is, akik a korábbi karmapák történelmi felismerői: a tai szitupa és gosir gyalcab.
További kagyü lámák, akik Orgyen Trinli Dordzsét tekintik 17. karmapának: Traleg Kyabgon Rinpoche, a 9. thrangu rinpocse, a 7. dzogchen ponlop rinpocse, a 12. surmang csoseng trungpa, a 7. jongej mingyur rinpocse, a 3. tenga rinpocse, a 3. bardor tulku rinpocse, a bokar tulku rinpocse, a khenpo karthar rinpocse (s Karma Triyana Dharmachakra kolostor apátja), Szakjong Mipham, illetve a 14. dalai láma.